# Frazão Arreigada
Frazão Arreigada es una freguesia portuguesa del municipio de Paços de Ferreira, distrito de Oporto.

## Historia
Fue creada el 28 de enero de 2013 en aplicación de una resolución de la Asamblea de la República de Portugal promulgada el 16 de enero de 2013 con la unión de las freguesias de Arreigada y Frazão, pasando su sede a estar situada en la antigua freguesia de Frazão.

## Demografía
| Gráfica de evolución demográfica de Frazão Arreigada entre 2011 y 2021 |
|                                                                        |
| Datos según el nomenclátor publicado por el INE portugués.             |